# Acta Chimica Slovenica
Acta Chimica Slovenica è una rivista accademica che si occupa di chimica.
Pubblicata con il nome Vestnik Slovenskega kemijskega društva fino al 1993, nel 2014 aveva un impact factor pari a 0,686.